# Lars Olsen Skrefsrud

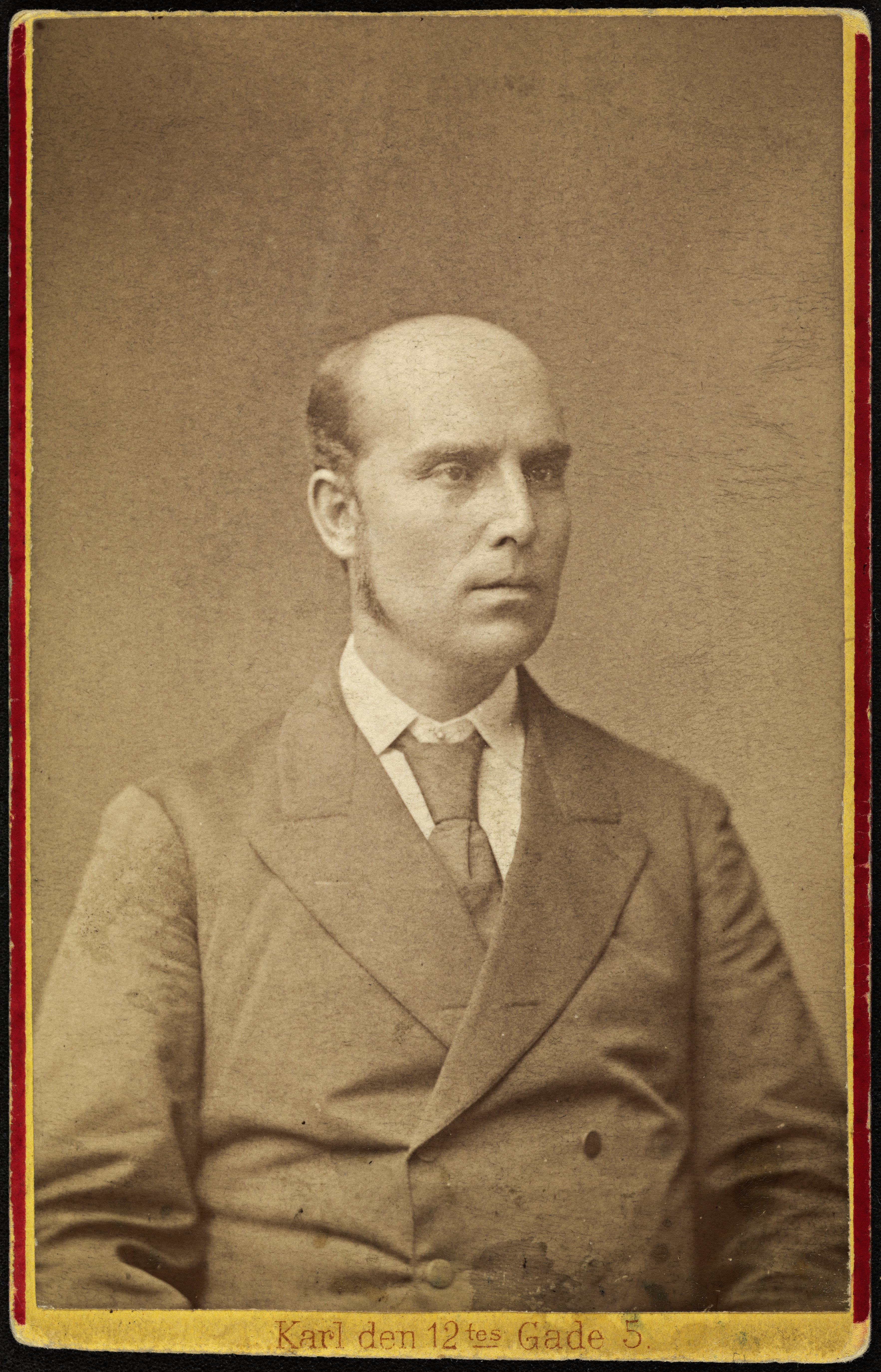
Lars Olsen Skrefsrud

Lars Olsen Skrefsrud (* 4. Februar 1840 in Fåberg, Norwegen; † 11. Dezember 1910 in Benagaria, Indien) war ein norwegischer Missionar und Sprachforscher in Indien. Gemeinsam mit Hans Peter Børresen gilt er als Begründer der norwegischen Missionsgesellschaft Santalmisjonen (ab 2001 Teil von Normisjon). Sein Nachfolger war der Missionar, Sprachwissenschaftler und Volkskundler Paul Olaf Bodding.
Als junger Mann wurde Skrefsrud wegen Einbruchs für mehrere Jahre inhaftiert. Im Gefängnis wurde er Christ und fing an, die Bibel und verschiedene Sprachen zu studieren. Später wurde er zu einem der führenden Linguisten Norwegens: Er beherrschte schließlich 18 Sprachen.

## Leben

### Frühe Jahre
Skrefsrud wuchs mit acht Geschwistern in ärmlichen Verhältnissen auf. Sein Vater war Zimmermann und Schmied, war aber Alkoholiker und bereitete seiner Familie dadurch viele Schwierigkeiten. Lars war zwar sehr begabt, doch konnte die Familie sich eine höhere Schule für ihn nicht leisten.
Er erlernte das Kupferschmiede-Handwerk und arbeitete dann in Brumunddal. Auf einer Versammlung von Haugianern (nach dem Erweckungsprediger Hans Nielsen Hauge), zu der er und einige Freunde nur deswegen hingingen, um sich die Mädchen dort anzusehen, wurde sein Interesse für das Christentum geweckt. Im Herbst 1857 kam er aber in schlechte Gesellschaft und beging Diebstähle.
Im Sommer 1858 wurde er verhaftet und zu vier Jahren Gefängnis verurteilt. Während der Zeit im Gefängnis in Christiania (Oslo) wandte er sich dem christlichen Glauben zu. Außerdem lernte er während dieser Zeit autodidaktisch Deutsch und Englisch. Sein linguistisches Interesse verfolgte ihn dann sein ganzes Leben lang, inspiriert vor allem durch seine missionarische Berufung. Dadurch beherrschte er mit der Zeit achtzehn verschiedene Sprachen. Er wurde auch als kompetenter und inspirierender Redner bekannt.

### Ausbildung
Im Oktober 1861 wurde er aus dem Gefängnis entlassen. Im Gefängnis hatte ihn Anna Onsum besucht, eine Bauerntochter aus Fåberg, sie verlobten sich und heirateten 1865(?).
Er verbrachte dann einige Zeit in der Buchhandlung Bodding in Gjøvik, um sich weiterzubilden in Theologie und Missionskunde. Skrefsrud arbeitete damals in der Werkstatt Nyland in Christiania (Oslo) und setzte neben der Arbeit auch seine Sprachstudien in Französisch, Latein und Griechisch fort.
Im Sommer 1862 ging er nach Stavanger und bewarb sich um Aufnahme an der Missionsschule. Er wurde aber abgelehnt – wohl wegen seiner Vorstrafe. Skrefsrud fühlte aber eine starke Berufung zum Missionsdienst, und so ließ er sich durch diese Ablehnung nicht aufhalten. Es gab noch andere Missionsgesellschaften. So ging er nach Berlin und wurde bekannt mit der Familie Hans Peter und Caroline Borresen, die ihn in Kontakt brachte mit der Berliner Goßner-Mission.

### Missionstätigkeit
Nach einer kurzen Ausbildung bis zum Frühjahr 1863 an der Missionsschule der Gossner-Mission, in der er auch Griechisch und Hebräisch lernte, wurde er nach Indien ausgesandt.
Dort arbeitete er zuerst im Nordwesten von Kalkutta. Sein Plan war, dass seine Verlobte Anna nachkommen würde, doch wurde dies Vorhaben erheblich erschwert, weil die Zusammenarbeit zwischen deutschen und skandinavischen Missionsgesellschaften wegen des Deutsch-Dänischen Krieges 1866 abgebrochen war.
Skrefsrud missionierte in Indien unter dem Volk der Santal. Deren traditionelle Religion war eine Art Animismus. Ausgangspunkt der Mission wurde die Organisation „The Indian Home Mission to the Santals“. Am 26. September 1867 wurde der Grundstein für das erste Haus der Missionsstation in Ebenezer Benagaria gelegt. Dies Datum gilt als Gründungstag der Santal-Mission.
Im Frühjahr 1868 vollzog Skrefsrud die Erwachsenentaufe. Lange Zeit hatte er sich von der Baptisten-Mission in Indien inspirieren lassen, gewann aber später wieder Abstand davon.
Skrefsrud veröffentlichte 1873 eine Grammatik des Santali. In den Jahren 1873 und 1874 reiste er durch Europa, dabei nach Großbritannien und Deutschland, und zweimal nach Norwegen. Damit legte er ein sicheres Fundament für die Finanzierung der Santal-Mission. Seine Vorträge stießen auf großes Interesse, und 1881 bis 1883 wiederholte er seine Europareise. Das Ergebnis waren sehr viele Spendensammlungen und Missionsvereine, die ihn unterstützten. Zum letzten Mal besuchte Skrefsrud Norwegen 1894, als sein Schiff auf dem Weg in die USA einen Tag im Hafen von Oslo lag.

### Assam
Die Arbeit in Indien wurde auf weitere Bereiche ausgedehnt: Die Santal-Mission erwarb eine Fläche von rund 100 km² Ödland im Bundesstaat Assam. Dorthin zogen ab 1881 Santal-Siedler. Es wurden eine Reihe von Schulen gebaut und in der Gegend das Unternehmen "Mornai Tea Estate" etabliert. Die Einkünfte daraus werden bis heute für die Missionsarbeit verwendet.

### Letzte Jahre
Skrefsrud starb am 11. Dezember 1910 in Benagaria in Indien. In den letzten Jahren seines Lebens war er teilweise gelähmt.

## Freimaurer
Mit seinen Sprachkenntnissen und internationaler Erfahrung war es nicht unnatürlich, dass Skrefsrud auch mit der Freimaurerei in Kontakt kam. In Kopenhagen wurde er Mitglied einer Loge und dafür auch kritisiert. Aber er verteidigte sich mit der Schrift „Basis er vor Kristentro“ (Basis ist unser Christenglauben, Kopenhagen 1883), in dem er damit argumentierte, dass die nordische Freimaurerei auf Christentum und Bibel, auf dem Taufbekenntnis und dem Glauben der Erlösung durch Christus beruhe. Diese seine Ansicht wurde jedoch von dem dänischen Kirchenhistoriker Frederik Nielsen bestritten. Diese Diskussion führte schließlich dazu, dass Skrefsrud seine Aktivität in der Loge aufgab. Bei seinem Tod hatte er den VI. Grad.

## Bedeutung
Die von ihm gegründete Mission ist heute zu einer Kirche mit über 150.000 Mitgliedern in den indischen Bundesstaaten Jharkhand, Bihar, Westbengalen und Assam angewachsen – die (indische) Northern Evangelical Lutheran Church (NELC).
Die Evangelische Kirche in Deutschland erinnert mit einem Gedenktag im Evangelischen Namenkalender am 11. Dezember an Lars Olsen Skrefsrud.